# Дружество Грифелкунст
Дружеството „Грифелкунст“ (на немски: Griffelkunst-Vereinigung) е организация, основана в Хамбург през 1925 г.
Основната му цел е да поддържа и популяризира изобразителното изкуство, заобикаляйки пазарните механизми и правейки го достъпно за по-широка публика.
Днес то разполага с 4200 члена, разпределени в 80 регионални групи. Членството по принцип е възможно за всички желаещи, но поради ограничението от максимално 4200 члена е свързано с няколко години чакане. Централата на дружеството, в която посточнно се провеждат изложби, се намира в Хамбург на ул. Сайлерщтрасе 12.
Членството и начина на работа са строго централизирани и регламентирани. Практическата му дейност, от основаването му през 20-те години на XX век до днес, се състои основно в издаването на тиражирана специално за членовете му графика (а през последните години и на фотография, обекти и т.н.). Чрез един вид демократично „гласуване“, членовете избират измежду предложените им от специална комисия имена художниците, на които да бъдат възложени реномираните поръчки за тиражи. Тези тиражи са предназначени само за членовете за дружеството. Така избраните работи се показват на няколкодневна изложба на всички интересуващи се, а накрая и се разпределят между членовете. Всеки от членовете се задължава да не продава придобитите по този начин произведения на изкуството.